# Condado de Middlesex (Massachusetts)
El condado de Middlesex (en inglés: Middlesex County), fundado en 1643, es uno de los catorce condados del estado estadounidense de Massachusetts. En 2008 el condado tenía una población de 1.482.478 habitantes. La  sede del condado es Cambridge.

## Geografía
Según la Oficina del Censo, el condado tiene un área total de 2195 km² (847,5 mi²), de la cual 2133 km² (823,6 mi²) es tierra y 63 km² (24,3 mi²) (2,84%) es agua.

## Demografía

Pirámide de edad en el condado

En el censo de 2000, hubo 1.465.396 personas, 561.220 hogares, y 360.864 familias residiendo en el condado. La densidad poblacional era de 1,780 personas por milla cuadrada (687/km²). En el 2000 había 576,681 unidades unifamiliares en una densidad de 270 km² (104,2 mi²). La demografía del condado era de 85.88% blancos, 3,36% afroamericanos, 0.15% amerindios, 6.26% asiáticos, 0.04% isleños del Pacífico, 2.07% de otras razas y 2.24% de dos o más razas. 4.55% de la población era de origen hispano o latino de cualquier raza. 79.6% de la población hablaba inglés y 4.3% español en casa como lengua materna.  El condado de Middlesex es el condado con más descendientes de irlandeses que cualquier otro condado en los Estados Unidos.
La renta per cápita promedia del condado en 2007 era de $74,010, y el ingreso promedio para una familia en el 2007 era de $91,461. En 2007 los hombres tenían un ingreso per cápita de $49,460 versus $36,288 para las mujeres. El ingreso per cápita para el condado era de $31,19 y el 6.50% de la población estaba bajo el umbral de pobreza nacional.

## Participación electoral
| Año  | Demócrata      | Republicano    |
| ---- | -------------- | -------------- |
| 2008 | 64.2% 462,226  | 34.1% 245,215  |
| 2004 | 63.99% 440,862 | 34.52% 237,815 |
| 2000 | 61.49% 404,043 | 30.27% 198,914 |
| 1996 | 63.41% 398,190 | 27.06% 169,926 |
| 1992 | 49.89% 343,994 | 28.10% 193,703 |
| 1988 | 54.57% 361,563 | 43.82% 193,703 |
| 1984 | 50.26% 325,065 | 49.42% 319,604 |
| 1980 | 42.46% 270,751 | 40.30% 256,999 |
| 1976 | 55.94% 359,919 | 40.42% 260,044 |
| 1972 | 55.91% 345,343 | 43.56% 269,064 |
| 1968 | 64.11% 370,310 | 32.60% 188,304 |
| 1964 | 76.25% 439,790 | 23.36% 134,729 |
| 1960 | 59.01% 356,130 | 40.78% 246,126 |